# Cinnyris rufipennis
Cinnyris rufipennis là một loài chim trong họ Nectariniidae.